# Granzay-Gript
Granzay-Gript település Franciaországban, Deux-Sèvres megyében. Lakosainak száma 912 fő (2022. január 1.). Granzay-Gript Beauvoir-sur-Niort, Fors, La Foye-Monjault, Frontenay-Rohan-Rohan, Marigny, Saint-Symphorien és Vallans községekkel határos.

## Népesség
A település népességének változása:
| Lakosok száma | 908  | 903  | 927  | 904  | 903  | 903  | 902  | 905  | 912  |
|               | 2013 | 2015 | 2016 | 2017 | 2018 | 2019 | 2020 | 2021 | 2022 |